# Sphinx grisea-transversa
Sphinx grisea-transversa är en fjärilsart som beskrevs av Tutt 1904. Sphinx grisea-transversa ingår i släktet Sphinx och familjen svärmare. Inga underarter finns listade i Catalogue of Life.